# 马内乌维尔
马内乌维尔（法語：Manéhouville，法語發音：[maneuvil]）是法国滨海塞纳省的一个市镇，属于迪耶普区。

## 地理
马内乌维尔（49°50'6"N, 1°4'49"E）面积4.28 平方千米，位于法国诺曼底大区滨海塞纳省，该省份为法国北部沿海省份，其西部及北部濒大西洋英吉利海峡，东起顺时针与索姆省、瓦兹省、厄尔省和卡爾瓦多斯省接壤。
与马内乌维尔接壤的市镇（或旧市镇、城区）包括：锡河畔安娜维尔、欧普加尔、贝特勒维尔-圣旺、锡河畔克罗维尔、索克维尔。

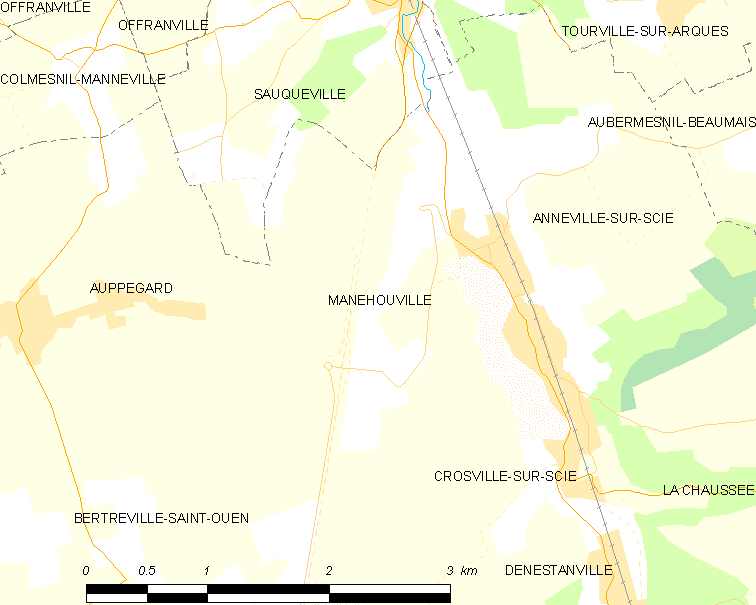
马内乌维尔的OSM定位图

马内乌维尔的时区为UTC+01:00、UTC+02:00（夏令时）。

## 行政
马内乌维尔的邮政编码为76590，INSEE市镇编码为76405。

## 政治
马内乌维尔所属的省级选区为吕讷赖县。

## 人口

1962-2008年间马内乌维尔人口变化图示

马内乌维尔于2022年1月1日时的人口数量为216人。